# ビスホスホネート系薬剤関連顎骨壊死
ビスホスホネート系薬剤関連顎骨壊死（ビスホスホネートけいやくざいかんれんがっこつえし、Bisphosphonate-related osteonecrosis of the jaw;BRONJ）は、ビスホスホネート系薬剤を投与している患者に発生する特徴的な顎骨壊死であり、同薬剤長期投与による骨代謝抑制に起因する医原性疾患である。歯科治療に関連する合併症として発症・顕在化することが多く、抜歯などの口腔外科手術や歯周外科手術、歯内治療、歯周治療後に創傷治癒が正常に機能しない事により発生する。同様の事がデノスマブでも発症する。さらに、血管新生阻害薬でも報告されているため、近年では原因の薬剤を特定しない薬剤関連顎骨壊死（Medication-related osteonecrosis of the jaw, MON, MRONJ）という名称が広まりつつある。 

## 概要
顎骨の広範な骨壊死もしくは細菌感染症は、抗生物質の普及した時期以降は放射線治療・化学療法を受けている悪性腫瘍の患者や腫瘍や感染性の塞栓をもつ患者などに散見される稀な病態であった。2003年、ビスホスホネートの静脈注射を行っている患者の骨壊死のリスクの増大が報告された。以降、ビスホスホネート系薬剤による顎骨壊死は医療上の問題となっている。多くの場合、担癌患者に対する高用量静脈内投与で発生しているが、経口製剤でも数は少ないが発症が認められている。日本では経口製剤の内服による同症状を訴える人の割合が多いが、これは注射用製剤との認可の日の差からではないかと考えられており、今後は注射用製剤による患者が増えてくるのではないかとされている。症例の増加により、アメリカ合衆国食品医薬品局は警告を発表、2008年に厚生労働省医薬食品局安全対策課も添付文書改訂を指示する等、各国の行政からも警告がなされている。
現在までのところその発生機序はいくつかの説があるのみであり、診断基準についても国際的な統一見解はない。細菌感染の関与が重要視され、すべての歯科領域の侵襲的処置の前に抗生剤の使用を行うべきかもしれないとの考えもある。
19世紀から20世紀初頭にかけて白リンマッチの工場で多発した同様の症状（リン中毒性顎骨壊死）は、白リンの蒸気を吸入した患者の体内でビスホスホネートが生成することで引き起こされたと考えられている。

## 発症機序
この発症機転は、顎骨の生理的なリモデリング速度や、局所的な細菌感染病態の特徴と関連していると仮説されている。ビスホスホネート系製剤の投与による強い破骨細胞の抑止機能は全身のあらゆる骨で代謝の抑制を引き起こすが、ビスホスホネートは代謝に伴って骨に沈殿されるので、骨内ビスホスホネートの濃度はもともと代謝の活発な骨部位においては更に選択的に上昇する。顎骨とりわけ歯牙支持組織である歯槽突起部は常に摂食に伴う強力な咀嚼圧に晒される部位であり、このため歯槽部の骨リモデリング速度は全身骨平均の10倍程度に及ぶと推計されている。この高い骨代謝速度によってビスホスホネート剤は選択的に歯槽部に沈着し、歯牙歯周感染症に対する感染防御機転の一部をなしている骨吸収プロセスを阻害する。また、この歯槽骨は解剖的には薄い歯肉粘膜を介するのみで、きわめて常在細菌叢に富む口腔内に近接しており、常に細菌感染に晒されうる部位であることが、この部位にビスホスホネートによる骨感染・骨壊死を初発することの原因とされる。
マトリクス・メタロプロテイナーゼ2は骨の異常と心房細動の両方という、ビスホスホネートの他の副作用にかかわる事が判明している唯一つの遺伝子なので、ビスホスホネート系薬剤関連顎骨壊死への関与が疑われる遺伝子とされている。

## 診断
ビスホスホネート系薬剤関連顎骨壊死の診断基準の一つは、アメリカ口腔顎顔面外科学会の定める次の3つの評価基準をすべて満たすというものである。
1. 骨の露出の8週間以上の継続。
2. 頭頸部への放射線治療の既往が無いこと。
3. ビスホスホネート製剤の治療の経験があること。

この診断基準が現在一般的なものとなっているが、ビスホスホネートとの関連が疑われる、骨露出が認められない症例も存在することから、検討が必要であるとの意見も有る。
他にも欧州骨粗鬆症WGでは、次のようになっている。
1. 骨露出が上下顎どちらか、ないし両方にみられる。
2. 8週間以上の持続。
3. 顎骨への放射線治療の既往や顎骨への悪性腫瘍の転移がないもの。

## 症状
二次感染による病変部の疼痛や腫脹が多くの場合見られるが、感染等が無い場合、骨の露出以外に症状がない場合も有る。進行により顎骨の口腔内への露出部位が腐骨を形成することも有る。このほか、排膿や知覚麻痺、歯の脱落、発熱、倦怠感等が見られる事もある。同部からの感染が原因で敗血症になった症例の報告も有る。

## 治療
現在のところ、有効な治療法は確立されておらず、2007年にはアメリカ口腔顎顔面外科学会が治療方法のガイドラインにて、患者教育や、経験に基づく保存的治療を推奨し、外科的な処置は分離した腐骨の除去等が行われる他、一部の重症例では顎骨の切除が有効としている。
一方で、休薬後の外科的な処置が治療として有効であるとする報告もあり、結論は出ていない。
他の顎骨壊死とメカニズムが異なるため、クリンダマイシンや高圧酸素療法の適応はないとされるが、高圧酸素療法については、その有効性を示唆する報告も出ており、補助療法として用いられるなど、評価が分かれている。

## 予防

### 休薬とその有効性の疑念
2008年には確実に予防する方法は無いとする報告がなされたが、その後の症例の蓄積により歯科領域の侵襲的治療前の休薬によって予防できるとされた。ビスフォスフォネートの投与期間が3年未満の症例では休薬の必要がないとされる。また骨形成不全症の小児科患者には本疾患は発生しないので休薬は必要とされない。投与期間が3年を超えた場合は、処置後の傷が口腔粘膜に被覆されるまでの2-3週間程度の休薬か、完全に骨損傷が修復される3か月程度の休薬が必要とされるというものである。
しかし、それらの報告は症例数が少ない論文で信憑性が低く、またその後これらの休薬によっても顎骨壊死は減少しないという報告もあり、ビスフォスフォネートの休薬の効果については疑問視されている。むしろ骨粗鬆症治療が中断されることによる骨折リスクの上昇のほうが深刻であり、リスクベネフィットの観点より、稀にしか発生しないビスホスホネート系薬剤関連顎骨壊死（ビスホスホネート系薬剤を投与されている患者の0.01％-0.001％）より、遥かに高い頻度で発生する骨粗鬆症関連骨折の方を重要視すべきであるとされている。2016年のポジションペーパーでは、骨折リスクの高い患者や癌患者では、ビスフォスフォネートを休薬せずに歯科治療を行うべきであるとされている。

### 感染予防
口腔内の清潔保持や歯科治療前の抗生剤の投与により、発症のリスクを低下させることができるとの研究がある。2016年のポジションペーパーでも「感染対策が極めて重要かつ有効である」という主張に変わっており、歯科領域の侵襲的治療の前には、患者への口腔内清掃指導とともに、歯石・歯槽膿漏・残根・不適合な義歯・う蝕歯・インレーなど感染リスクとなるものを可能な限り除去することが推奨されている。また処置後は骨断端を平滑に処理し、術創は骨膜を含めた口腔粘膜で被覆閉鎖するとされている。

## 歴史
ビスホスホネートの静脈注射を行っている患者の骨壊死のリスクの増大が最初に報告されたのは2003年である。発売元のノバルティスは、動物実験や臨床研究において発生しなかったことから、その原因は骨壊死の患者が受けていた化学療法剤であるとし、因果関係を強く否定したが、2005年のアメリカ口腔顎顔面外科学会年次総会において、臨床試験においてそもそも口腔内診査を行っておらず、観察項目に入れていなかっただけで、口腔内骨露出を訴えていた患者がいたにもかかわらず追跡を行っていなかったことが明らかとなった。
報告の増加の結果、アメリカ合衆国食品医薬品局は2005年にすべてのビスホスホネート製剤の合併症について警告を発表、厚生労働省医薬食品局安全対策課も2006年10月に添付文書改訂を指示した。

## 疫学
アメリカ合衆国の調査では、アメリカ合衆国で経口ビスホスホネート製剤を使用した患者は2006年には、3000万人いるにもかかわらず、全体の10%未満の患者のみが経口ビスホスホネート製剤の内服患者で、大部分は静脈内投与の患者であった。
がん治療にゾレドロン酸の静脈内投与を行っている患者の約20%、経口ビスホスホネート製剤内服者の0-0.04%で骨壊死がおこると推測している報告がある。
アメリカ口腔顎顔面外科学会が発行したupdated 2009 BRONJ Position Paper によれば、ビスホスホネートの強度及び曝露期間はともにビスホスホネート系薬剤関連顎骨壊死発症のリスクとリンクしている。
|                        | 注射薬          | 経口薬           |
| ---------------------- | --------------- | ---------------- |
| 米国口腔顎顔面外科学会 | 0.8-12%         | -                |
| 豪州口腔顎顔面外科学会 | 0.88-1.15%      | 0.01-0.04%       |
| 欧州骨粗鬆症WG         | 95件/10万人・年 | 1件/10万人・年   |
| メルク社               | -               | 0.7件/10万人・年 |

| 疾患名       | 報告者    | 注射薬 | 経口薬 |
| ------------ | --------- | ------ | ------ |
| 多発性骨髄腫 | Badros 他 | 26%    | -      |
| 骨髄腫       | Durie 他  | 6.9%   | -      |
| 乳癌         | Durie 他  | 4.3%   | -      |

これまで、頭蓋骨以外でビスホスホネート製剤関連の副作用は報告が無く、下顎骨に発症するケースが上顎骨の場合に比べ、二倍程度多い。
骨形成不全症の小児へのビスホスホネートの使用例では発生の報告はない。

## 各国の状況

### 日本
日本口腔外科学会が2006年に行った全国調査で30例（のちに2例を除去し28例）、2007年の発売元製薬会社の調査で約100例、日本口腔外科学会が2008年6月に行った調査では580例が確認されている。各種雑誌・学術集会においても、本疾患についての解説・症例報告・調査や取り組みの報告等が続いており、患者の急増と治療法の未確立を示している。
厚生労働省医薬食品局安全対策課は2006年10月に添付文書改訂を指示、2008年には、「重要な基本的注意」・「重要な副作用」に本疾患が記載された。
日本の調査では、経口ビスホスホネート製剤が原因での患者が欧米の調査よりも多いことが示されている。原因については、薬の承認の時期の違いや保健適応の関係ではないかと考えられている。
ビスホスホネート系薬剤の使用の急増に伴い、歯科治療における最も重大な問題点の一つとなっており、日本口腔外科学会・日本有病者歯科医療学会など多くの学会が本疾患の調査を続けており、すでに日本骨粗鬆症学会、日本骨代謝学会を中心とし、日本歯周病学会、日本歯科放射線学会、日本口腔外科学会が加わる、BP関連顎骨壊死検討委員会が立ち上がっており、ガイドラインやポジションペーパーが発表されている。

### アメリカ合衆国
2003年に世界で最初の症例が報告されて以降、本疾患の調査が進められている。Markらが2005年に119例、アメリカ顎顔面病理学会が2006年に368例の調査を報告している。食品医薬品局は2005年にすべてのビスホスホネート製剤の合併症について警告を発表した。